# Ústav územního rozvoje
Ústav územního rozvoje byl založen v roce 1994. 
Je organizační složkou státu, zřízenou Ministerstvem pro místní rozvoj. 
Činnosti ÚÚR jsou vykonávány zejména v oborech územní plánování, stavební řád, územní rozvoj a regionální politika.
Podle zřizovací listiny je předmět činnosti ÚÚR  podle požadavků zřizovatele zaměřen na níže uvedené okruhy činností.
Zabezpečení úkolů uložených stavebním zákonem, zejména:
- a. řešení koncepčních otázek teorie a praxe v oboru územního plánování, urbanismu a architektury,
- b. zpracování návrhu politiky územního rozvoje, územního rozvojového plánu, jejich aktualizací, úplných znění po jejich aktualizaci a územně plánovacích podkladů,
- c. provozování systému stavebně technické prevence, navrhování technických požadavků na stavby, jejich soustavná aktualizace a vyhodnocování příčin havárií staveb nebo účast při něm, pokud se svým rozsahem nebo opakovanými důsledky ve značné míře dotýkají veřejných zájmů,
- d. evidence územně plánovací činnosti,
- e. národní geoportál územního plánování a standardizace územně plánovací činnosti.

Zabezpečení úkolů uložených usnesením vlády, zejména:
- a. zajištění plnění opatření stanovených pro zřizovatele a ÚÚR v Politice architektury a stavební kultury České republiky,
- b. spolupráce na zajištění plnění úkolů stanovených pro zřizovatele v Politice územního rozvoje České republiky, včetně potřebných územně plánovacích podkladů,
- c. spolupráce na zpracování podkladů pro analýzu stavu na úseku územního plánování a stavebního řádu.

Zabezpečení úkolů vyplývajících z mezinárodních závazků, zejména:
- a. zajištění podkladů pro spolupráci v oblasti územního rozvoje států V4+2,
- b. zajištění činnosti národního kontaktního místa operačního programu ESPON.

Dále konzultační a rešeršní činnost / studijní, dokumentační, publikační a vydavatelská činnost / tvorba informačních systémů / zpracovávání podkladů pro operativní činnost zřizovatele, včetně podpůrných činností / další úkoly podle rozhodnutí zřizovatele.
Činnosti a úkoly jsou ústavu zadávány jednotlivými odbory Ministerstva pro místní rozvoj.
Ústav územního rozvoje je ve výše uvedených oborech jediným zařízením svého druhu v České republice.